# Thiên hoàng Go-Suzaku
Thiên hoàng Hậu Chu Tước (後朱雀天皇 Go-Suzaku-Tennō, 14 tháng 12 năm 1009 - 07 tháng 2 năm 1045) là Thiên hoàng thứ 69 của Nhật Bản theo danh sách kế thừa truyền thống
Triều đại của Go-Suzaku kéo dài từ năm 1036 đến năm 1045.

## Tường thuật truyền thống
Trước khi lên ngôi, ông có tên cá nhân của mình (imina) là Atsunaga -shinnō (敦良親王).
Cha ông là Thiên hoàng Ichijō. Mẹ ông là Fujiwara no Akiko / Shoshi (藤原彰子), con gái của Fujiwara no Michinaga (藤原道長). Ông là người em họ và người thừa kế của Thiên hoàng Go-Ichijō.
Go-Suzaku có năm hoàng hậu và bảy người con.

## Lên ngôi Thiên hoàng
Ngày 15 tháng 5 năm 1036, Thiên hoàng Go-Ichijō qua đời đột ngột và người cháu trai của ông, thân vương Atsunaga (mới 8 tuổi) tiếp chiếu lên ngôi.
Tháng 8/1036, thân vương chính thức lên ngôi, lấy hiệu là Thiên hoàng Go-Suzaku. Ông cải niên hiệu của người tiền nhiệm thành niên hiệu Chōgen (1036-1037) nguyên niên.
Ngày 5 tháng 2 năm 1045, Thiên hoàng Go-Suzaku thoái vị. Ông mất 2 ngày sau khi thoái vị, hưởng dương 35 tuổi. Con trai trưởng là thân vương Chikahito sẽ lên ngôi, hiệu là Thiên hoàng Go-Reizei.

### Kugyō
- Tả đại thần, Fujiwara Yorimichi, 992-1074.
- Hữu đại thần, Fujiwara Sanesuke, 957-1046.
- Nadaijin, Fujiwara Norimichi, 997-1075.
- đại nạp ngôn

### Niên hiệu
- Chōgen (1028-1037)
- Chōryaku (1037-1040)
- Chōkyū (1040-1044)
- Kantoku (1044-1046)

## Gia đình
- Thái tử phi (đã chết trước khi thân vương lên ngôi): Fujiwara no Yoshiko / Kishi (藤原嬉子), con gái thứ tư của Fujiwara no Michinaga. Bà sinh ra:
  - Hoàng trưởng tử: Hoàng tử Chikahito (親仁親王) (Thiên hoàng Go-Reizei) (1025-1068)
- Hoàng hậu (Kogo): công nương Sadako / Teishi (禎子内親王) (1013-1094), con gái thứ ba của Thiên hoàng Sanjō. Bà này sinh ra: 
  - Hoàng tử Takahito (尊仁親王) (Thiên hoàng Go-Sanjō) (1034-1073)
  - công chúa Nagako / Ryōshi (良子内親王) (1029-1077) - Saiō tại Đền Ise từ 1036-1045 (ippon-Jusangū,一品准三宮)
  - Công chúa Yoshiko / Kenshi (娟子内親王) (1032-1103) - Saiin ở Đền Kamo từ 1036-1045, và sau đó kết hôn với Minamoto no Toshifusa (源俊房)
- Trung cung (chūgū): Fujiwara no Motoko / Genshi (藤原嫄子) (1016-1039), con gái nuôi của Fujiwara no Yorimichi (con gái ruột của Hoàng tử Atsuyasu (敦康親王)). Bà sinh ra: 
  - công chúa Sukeko / Yushi (祐子内親王) (1038-1105) - (Sanpon-Jusangū,三品准三宮)
  - công chúa Miwako / Baishi (禖子内親王) (Rokujō Saiin,六条斎院) (1039-1096) - Saiin ở Đền Kamo 1046-1058
- Nyōgo: Fujiwara no Nariko / Seishi (藤原生子) (1014-1068), con gái lớn của Fujiwara no Norimichi (藤原教通)
- Nyōgo: Fujiwara Nobuko / Enshi (藤原延子) (1016-1095), con gái thứ hai của Fujiwara no Yorimune (藤原頼宗). Bà sinh ra:
  - công chúa Masako / Seishi (正子内親王) (Oshinokōji-Saiin,押小路斎院) (1045-1114) - Saiin ở Đền Kamo từ 1058-1069